# Ватанабэ, Масаси
Масаси Ватанабэ (яп. 渡辺 正 Ватанабэ Масаси, 11 января 1936, Хиросима — 7 декабря 1995, Тиба) — японский футболист и тренер. Бронзовый призер Олимпийских игр 1968 года в Мехико.

## Клубная карьера
После окончания средней школы в 1954 году Ватанабэ стал играть за «Явата Стил» (позже «Ниппон Стил»). В 1958 году он поступил в университет Риккё, но после окончания вернулся в команду. В 1965 году клуб присоединился к созданной японской футбольной лиге. В 1971 году завершил игровую карьеру. В чемпионате Ватанабэ провел 79 матчей и забил 19 мячей. Был включен в символическую сборную лиги в 1968 году.

## Карьера в сборной
25 декабря 1958 года, когда Ватанабэ еще был студентом, он дебютировал за сборную Японии против Гонконга. Он провел ряд товарищеских встреч и турниров, прежде чем выступил на своих первых Олимпийских играх в Токио. На следующей Олимпиаде он провел пять матчей и отличился голами в ворота Бразилии и Франции. На играх в Мехико национальная сборная Японии завоевала бронзовые медали. Также Ватанабэ принимал участие в Азиатских играх 1962 и 1966, отборочных матчах к чемпионату мира 1962 и 1970 годов. Всего за сборную Японии Ватанабэ провел 39 игр и забил 19 голов, завершив выступления в 1969 году.

## Тренерская карьера
В 1969 году, выступая за «Ниппон Стил», Ватанабэ стал играющим тренером. Он руководил клубом до 1975 года. В 1979 году он стал помощником главного тренера сборной Японии Юкио Симомуры. В апреле 1980 года, после того как Япония не квалифицировалась на летние Олимпийские игры 1980 года, Симомура ушел в отставку. В мае Ватанабэ был назначен на освободившуюся должность. Однако незадолго до отборочного турнира к чемпионату мира 1982 года в декабре он перенес субарахноидальное кровоизлияние и по состоянию здоровья не мог продолжить работу. Ему на смену пригласили Сабуро Кавабути.
7 декабря 1995 года Ватанабэ умер от сердечной недостаточности в Тибе в возрасте 59 лет. В 2006 году был введен в Зал славы японского футбола.

## Достижения

### Международные
Сборная Японии
- Олимпийских игр: 1968

### Личные
- Символическая сборная Первого Дивизиона Японской футбольной лиги: 1968
- Зал славы японского футбола

## Статистика

### В сборной
| Сборная Японии | Сборная Японии | Сборная Японии |
| Год            | Матчи          | Голы           |
| -------------- | -------------- | -------------- |
| 1958           | 2              | 1              |
| 1959           | 8              | 4              |
| 1960           | 1              | 0              |
| 1961           | 6              | 1              |
| 1962           | 3              | 0              |
| 1963           | 5              | 3              |
| 1964           | 1              | 0              |
| 1965           | 3              | 0              |
| 1966           | 2              | 1              |
| 1967           | 3              | 1              |
| 1968           | 2              | 0              |
| 1969           | 3              | 1              |
| Итого          | 39             | 12             |